# Welcome Home (film, 2012)
Pour les articles homonymes, voir Welcome Home.
Pour plus de détails, voir Fiche technique et Distribution.
Welcome Home est un film dramatique belge écrit et réalisé par Tom Heene, présenté au Festival du film de Venise en 2012 et sorti en Belgique en 2014.

## Distribution
- Manah De Pauw : Lila
- Nader Farman : Bilal
- Felipe Mafasoli : Bruno
- Mikael Sladden : François
- Kurt Vandendriessche : Benji (Benjamin)
- Carole Weyers : Margaret